# Briše, Zagorje ob Savi
Briše este o localitate din comuna Zagorje ob Savi, Slovenia, cu o populație de 126 de locuitori.